# 2×2 (folyóirat)
A 2×2 (Kétszer kettő) Kassák Lajos és Németh Andor avantgárd lapja (megjelent Bécsben, 1922–1923-ban).

## Története
E lapnak két szerkesztője volt, Kassák Lajos és Németh Andor. Pontosan fele-fele arányban osztották meg a lapban a helyet a két szerkesztő közt. A munkatársak a Ma bécsi emigráns íróiból kerültek ki; a két szerkesztő írásai mellett megjelentek itt Balázs Béla, Déry Tibor, György Mátyás, Lengyel József, Mácza János írásai. Itt látott napvilágot először nyomtatásban Kassák Lajos híres önéletrajzi ihletésű költeménye: A ló meghal és a madarak kirepülnek című. (Ma is a döbbenet erejével hathat, ha felidézik e vers ismertté vált sorait: „én KASSÁK LAJOS vagyok, s fejünk fölött elröpül a nikkel szamovár”).

## Programja
A kettős szerkesztői felelősségű lap programnyilatkozatát Kassák Lajos fogalmazta meg: „… Mert bárha mindketten a jövő irányában akarunk menni, és mindketten csak azokkal akarunk menni, akik ugyanebben az irányban próbálkoznak, mégis nyíltan különbséget kell tennünk egymás filozófiai, szociális és művészeti végső elgondolásai között. És nincs kizárva, hogy éppen ezeknek a végső elgondolásoknak a rugóin ma vagy holnap harc fog megindulni közöttünk, harc, egy lap keretein belül, nem különböző célért, de az egy célba vezető különböző utak megtisztításáért. És ne lepje meg az olvasót, ha talán már a lap első számának erősen két részre tagozódásából is ki fogja érezni ennek a harcnak a szükségszerűségét és jelenvalóságát. De hiszem, hogy ma még csak az egyéniségek különbözősége teszi ki ezt a harcot. És amennyire ez így van, ezért a lap első harminckét oldalán Németh Andor, a lap második harminckét oldalán én vállalom a szerkesztői felelősséget. Én vállalom a bizonyosan elkövetkező elvi és személyi támadásokat. …"
A kassáki alapgondolat, a művész egyéni felelőssége és a művészeti alkotói tevékenység teljes szabadsága eszméinek jegyében született e folyóirat, s ezen eszmék jegyében be is töltötte hivatását.